# Lachenalia xerophila
Lachenalia xerophila là một loài thực vật có hoa trong họ Măng tây. Loài này được Schltr. ex G.D.Duncan mô tả khoa học đầu tiên năm 1997.